# Египетская революция 1919 года
Еги́петская револю́ция 1919 го́да (араб. ثورة 1919‎) — общенациональная ненасильственная революция, направленная против британской оккупации Египта и Судана. Революция развернулась в ответ на то, что британцы в 1919 году изгнали из страны революционного лидера Саада Заглула и других членов либерально-националистической партии «Вафд». В результате революционных событий Великобритания в 1922 году признала независимость государства Королевство Египет, а в 1923 году была принята новая конституция. Великобритания, однако, отказалась признать полный суверенитет Египта над Суданом, а также отозвать свои войска из зоны Суэцкого канала. Эти факторы продолжили ухудшать англо-египетские отношения в последующие десятилетия, что впоследствии приведёт к египетской революции 1952 года.
Методом борьбы в ходе революции 1919 года было гражданское неповиновение британской оккупационной власти. Центрами революционных событий были города Каир и Александрия. Бастовали студенты и юристы, а также почта, телеграф, трамвайное и железнодорожное сообщения. В конечном итоге к забастовке присоединились египетские государственные служащие.

Революция 1919 года явилась одной из первых успешных акций ненасильственного гражданского неповиновения. После её успеха аналогичные действия предприняло Индийское движение за независимость под руководством Махатмы Ганди.

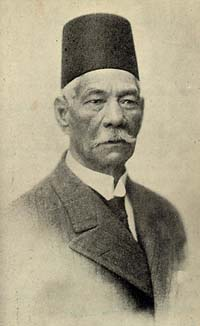
Саад Заглул в 1920-е годы

## Предпосылки
Вскоре после подписания перемирия в Первой мировой войне, делегация египетских националистов, возглавляемая Саадом Заглулом, обратилась к губернатору Реджинальду Вингейту с требованием отменить британский протекторат в Египте и позволить представителям Египта присутствовать на мирной конференции в Париже.
В то же время в Египте усиливалось массовое движение за полную независимость Египта, использовавшее тактику гражданского неповиновения. Заглул и его партия Вафд пользовались поддержкой населения. Вафдисты ездили по городам и сёлам, собирая подписи под петицией о предоставлении стране независимости. В ответ на эти выступления британцы арестовали Заглула и двух других лидеров движения и сослали их на Мальту. Аресты послужат толчком к революционным действиям.

## События

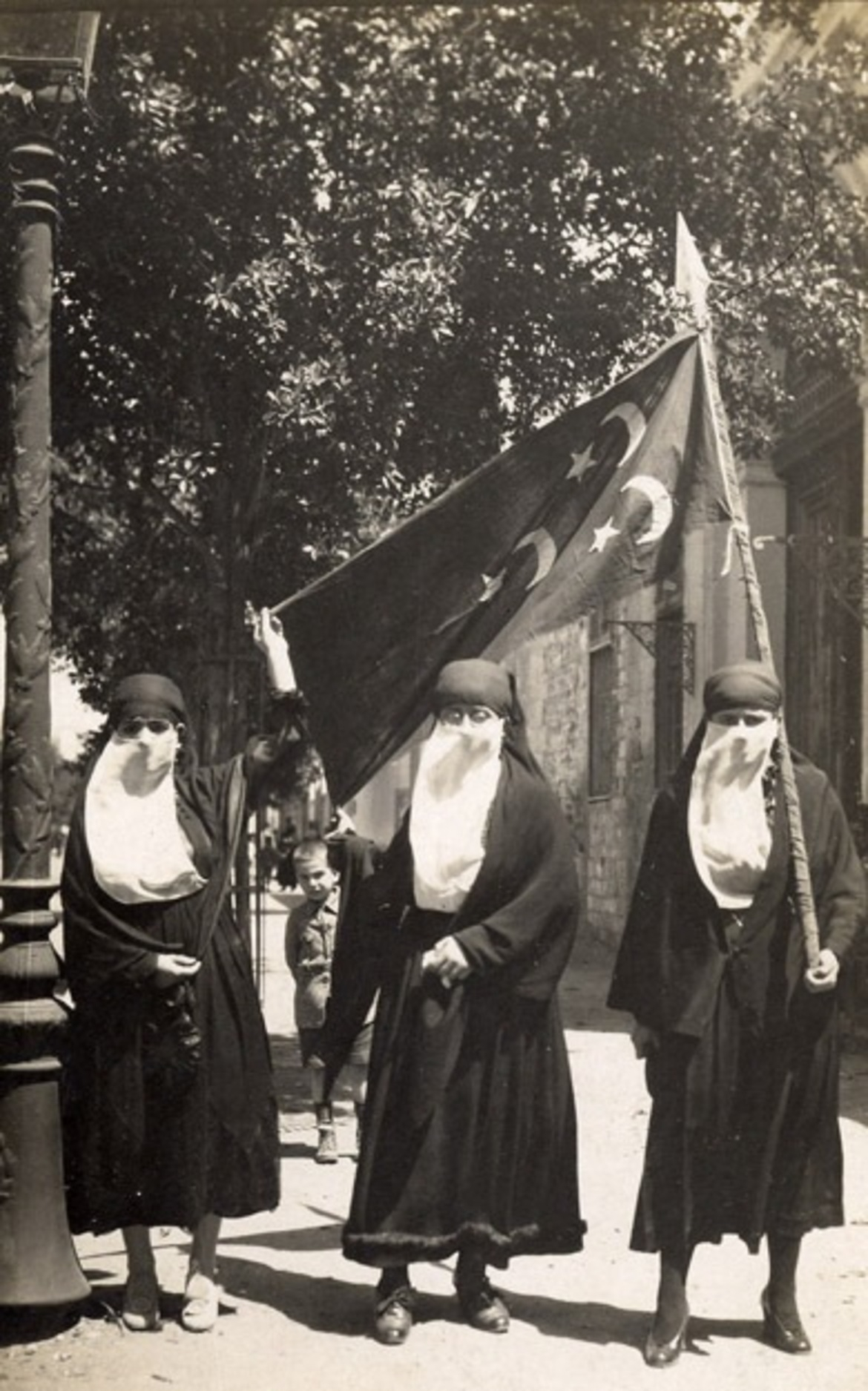
Египетские женщины, вышедшие вместе с мужчинами на демонстрацию протеста против высылки лидера националистов Саада Заглула

8 марта 1919 года, после ареста Заглула и его сподвижников и их высылки на Мальту, начались массовые протесты. Несколько недель подряд, вплоть до апреля, состоялись забастовки и демонстрации по всему Египту, в которых участвовали студенты, служащие, торговцы, крестьяне, рабочие и религиозные деятели. В акциях протеста участвовали как мужчины, так и женщины. Произошло также сближение мусульман и христиан во имя общей цели.
Несмотря на ненасильственные методы египтян, солдаты АНЗАК несколько раз открывали по ним огонь. Выступления в сельских районах были особенно агрессивными. Они сопровождались атаками на британские военные установки, постройки и на самих британцев[уточнить]. Под столь сильным давлением Лондон был вынужден 22 февраля 1922 года в одностороннем порядке признать независимость Египта.
Партия «Вафд» представила проект новой конституции, основанной на парламентской репрезентативной системе. На тот момент, независимость Египта имела временный статус, так как британские силы продолжали своё присутствие в Египте. Кроме того, признание независимости не распространялось на Судан, который оставался под британским управлением.
В 1924 году Саад Заглул стал первым премьер-министром Египта, назначенным по результатам всеобщих выборов. По версии газеты The New York Times в результате революционных событий было убито около 800 египтян, ещё 1600 получили ранения.